# Euchilichthys
Euchilichthys es un género de peces actinopeterigios de agua dulce, distribuidos por ríos y lagos de África.

## Especies
Existen cinco especies reconocidas en este género:
- Euchilichthys astatodon (Pellegrin, 1928)
- Euchilichthys boulengeri Nichols y La Monte, 1934
- Euchilichthys dybowskii (Vaillant, 1892)
- Euchilichthys guentheri (Schilthuis, 1891)
- Euchilichthys royauxi Boulenger, 1902